# Tweede Kamerverkiezingen 1998/Kandidatenlijst/SGP
Dit is de kandidatenlijst voor de Tweede Kamerverkiezingen 1998 van de SGP. De partij had een lijstverbinding met de RPF en het GPV.

## De lijst
- vet: verkozen
- schuin: voorkeurdrempel overschreden

1. Bas van der Vlies - 140.174 stemmen
2. Koos van den Berg - 2.846
3. Kees van der Staaij - 2.250
4. Eppie Klein - 1.455
5. Arie Noordergraaf - 643
6. Elbert Dijkgraaf - 369
7. Gerrit Holdijk - 494
8. A. Weggeman - 192
9. P.C. den Uil - 300
10. Hans Tanis - 279
11. W. Pieters - 566
12. George van Heukelom - 387
13. M. Bogerd - 380
14. A. Beens - 611
15. Roelof Bisschop - 242
16. Adri van Heteren - 149
17. C.S.L. Janse - 52
18. J.D. Heijkamp - 144
19. L. Bolier - 71
20. F.W. den Boef - 69
21. L.G.I. Barth - 112
22. W. Fieret - 150
23. A.P. de Jong - 93
24. Gert van den Berg - 146
25. Dirk-Jan Budding - 336
26. Bert Scholten - 389
27. J. Mulder - 68
28. Tj. de Jong - 255
29. Wisse Bron - 108
30. Peter Zevenbergen - 253

PvdA · CDA · VVD · D66 · AOV/U55+ · GroenLinks · Centrumdemocraten · RPF · SGP · GPV · SP · Senioren 2000 · Natuurwetpartij · NCPN · De Groenen · Vrije Indische Partij · Idealisten/Jij · NMP · Nederland Mobiel · Katholiek Politieke Partij · Het Kiezers Collectief · NSOV
1918 · 1922 · 1925 · 1929 · 1933 · 1937 · 1946 · 1948 · 1952 · 1956 · 1959 · 1963 · 1967 · 1971 · 1972 · 1977 · 1981 · 1982 · 1986 · 1989 · 1994 · 1998 · 2002 · 2003 · 2006 · 2010 · 2012 · 2017 · 2021 · 2023